# 妙慶町
妙慶町（みょうけいちょう）は、愛知県春日井市にある地名。現行行政地名は妙慶町2丁目及び妙慶町3丁目と妙慶町。

## 地理
春日井市南西部に位置する。東は旭町、西は勝川新町、南は神明町、北は稲口町に接する。

### 河川
- 新木津用水

## 歴史

### 町名の由来
名古屋納屋町在の妙慶という人物の所有地であったことに由来する。

### 沿革
- 江戸時代 - 尾張国春日井郡勝川村の一部により、同郡勝川妙慶新田として成立[1]。
- 1880年（明治13年） - 東春日井郡成立に伴い、同郡勝川妙慶新田となる[1]。
- 1889年（明治22年） - 合併に伴い、柏井村大字勝川妙慶新田となる[1]。
- 1906年（明治39年） - 柏井村の勝川町に編入に伴い、勝川町大字柏井の一部となる[1]。
- 1943年（昭和18年） - 春日井市成立に伴い、同市大字柏井となる[7]。
- 1948年（昭和23年） - 春日井市大字柏井の一部により、同市妙慶町として成立[1]。
- 1976年（昭和51年） - 春日井市旭町・勝川新町と境界変更を行った[1]。

## 世帯数と人口
2019年（平成31年）4月1日現在の世帯数と人口は以下の通りである。
| 町丁・丁目  | 世帯数  | 人口    |
| ----------- | ------- | ------- |
| 妙慶町      | 155世帯 | 382人   |
| 妙慶町2丁目 | 332世帯 | 685人   |
| 妙慶町3丁目 | 180世帯 | 314人   |
| 計          | 667世帯 | 1,381人 |

### 人口の変遷
国勢調査による人口の推移
| 1995年（平成7年）  | 1,534人 | [ 8 ]  |  |
| 2000年（平成12年） | 1,419人 | [ 9 ]  |  |
| 2005年（平成17年） | 1,455人 | [ 10 ] |  |
| 2010年（平成22年） | 1,455人 | [ 11 ] |  |
| 2015年（平成27年） | 1,457人 | [ 12 ] |  |

## 学区
市立小・中学校に通う場合、学区は以下の通りとなる。また、公立高等学校に通う場合の学区は以下の通りとなる。
| 町丁・丁目  | 番・番地等 | 小学校               | 中学校               | 高等学校 |
| ----------- | ---------- | -------------------- | -------------------- | -------- |
| 妙慶町      | 全域       | 春日井市立勝川小学校 | 春日井市立中部中学校 | 尾張学区 |
| 妙慶町2丁目 | 全域       | 春日井市立勝川小学校 | 春日井市立中部中学校 | 尾張学区 |
| 妙慶町3丁目 | 全域       | 春日井市立勝川小学校 | 春日井市立中部中学校 | 尾張学区 |

## 施設
- 妙慶公園北緯35度14分16.8秒 東経136度57分9.2秒 / 北緯35.238000度 東経136.952556度

## 交通
- 愛知県道196号神屋味美線

## その他

### 日本郵便
- 郵便番号 : 486-0928[4]（集配局：春日井郵便局[15]）。